# Ernst Janke
Ernst August Wilhelm Albert Janke (verkürzt auch August Wilhelm Albert Janke; * 30. Mai 1873 in Kolberg, Provinz Pommern; † 20. Januar 1943 in Wiesbaden) war ein deutscher Rechtsanwalt und Politiker (parteilos). Er war Bürgermeister von Treptow an der Rega, von 1911 bis 1923 Oberbürgermeister von Höchst am Main sowie von 1933 bis 1939 Landrat des Main-Taunus-Kreises.

## Leben und Wirken
Nach dem Abitur begann Janke ein Studium der Rechtswissenschaften. Am 29. November 1901 promovierte er in Greifswald zum Doktor der Rechte (Dr. jur.) und machte 1903 die Große Staatsprüfung. Danach wurde Janke Bürgermeister von Treptow an der Rega (Provinz Pommern). 1911 wurde er Bürgermeister der Stadt Höchst am Main (heute zu Frankfurt am Main). Während des Ersten Weltkriegs erfolgte 1917 die Eingemeindung umliegender Orte und damit die Gründung von Groß-Höchst. Dementsprechend wurde Janke noch im gleichen Jahr von Kaiser Wilhelm II. zum Oberbürgermeister ernannt. Nach Ende des Krieges stand durch die Besetzung des Rheinlands 1918 auch die Stadt Höchst unter der Besatzung Frankreichs. Als die Belegschaft der Farbwerke Hoechst im Juni 1919 streikte wurde Janke von der französischen Militärverwaltung wegen Widerstands gegen die Besatzungsmacht ausgewiesen. In der Folge wurde die Stadtverwaltung abwechselnd von Beigeordneten geleitet, bis 1923 Bruno Asch das Amt des Bürgermeisters übernahm.
Janke war jahrelang als Repräsentant von Rechtsanwälten in Berlin tätig, bis er nach der Machtübernahme der Nationalsozialisten im Jahr 1933 Landrat des Main-Taunus-Kreises wurde. Er hatte dieses Amt von Wilhelm Apel (SPD) übernommen, der zuvor als Sozialdemokrat am 13. Februar 1933 seines Amtes enthobenen worden war. Janke stand nach eigenen Angaben „ganz auf dem Boden der nationalsozialistischen Staats- und Weltanschauung“ und wollte nach Beendigung der Mitglieder-Aufnahmesperre der NSDAP Parteimitglied werden. Er blieb bis zum Erreichen seines Ruhestandsalters im Jahr 1939 Landrat. Sein Nachfolger im Amt wurde Franz Brunnträger (NSDAP).

## Sonstiges
Janke war evangelisch und unverheiratet.

## Schriften
- Der Vertrag des Minderjährigen nach gemeinem, preußischem und deutschem bürgerlichen Recht. Abel, Greifswald 1901 (preisgekrönte juristische Dissertation).